# Jessica Brown Findlay
Jessica Brown Findlay (Cookham, 14 de setembro de 1989) é uma atriz britânica, mais conhecida por interpretar Lady Sybil Crawley na série da ITV, Downton Abbey.

## Biografia
Brown Findlay é filha de uma assistente de professor e de um conselheiro de finanças. Ela treinou balé no National Youth Ballet e no Associates of the Royal Ballet. Aos 15 anos de idade, ela foi convidada para dançar no Kirov no Royal Opera House durante uma temporada de verão.
Ela estudou no Furze Platt Senior School em Maidenhead. Ao final dos GCSEs dela, Brown Findlay foi aceita em diversas escolas de balé, mas optou pelo Arts Educational School, por causa dos cursos de alto nível que ele fornece e por causa de sua ação pastoral. Ela estudou por dois anos, mas no second ano passou por três cirurgias no tornozelo, sendo que a última deu errado. Após acordar da anestesia, os médicos disseram a ela que não poderia mais dançar. Ela disse que sempre gostou de  atuação, mas nunca havia tido a oportunidade de tentar. Após ser encorajada pelo professor de artes, ela conseguiu entrar no Tring Park School (Hertfordshire) e depois no curso de Belas Artes do St Martin’s. Ela estudou atuação lá.

## Carreira
Findlay foi escolhida para o papel principal no filme Albatross, dirigido por Niall MacCormick. Em seguida participou de dois episódios da série do canal E4 Misfits e em Downton Abbey, no papel da personagem fixa Lady Sybil Crawley. Findlay participou do segundo episódio da série do Channel 4 Black Mirror. Em, ela se tornou o rosto da linha de joias de Dominic Jones e se juntou ao elenco do filme Not Another Happy Ending, de John McKay, e na minissérie Labyrinth, baseada na novela de mesmo nome escrita por Kate Mosse, no papel de Alaïs Pelletier. Ainda no mesmo ano, ela foi escolhida para o papel de Beverly Penn na adaptação para o cinema da novela Winter's Tale.

## Filmografia
| Ano            | Filme                                            | Papel                          | Notas                                                        |
| -------------- | ------------------------------------------------ | ------------------------------ | ------------------------------------------------------------ |
| 2009, 2011     | Misfits                                          | Rachel                         | Série de TV ("Episódios #1.6, #3.8")                         |
| 2009           | Man on a Motorcycle                              | Garota na cama                 | Curta-metragem                                               |
| 2010           | Downton Abbey                                    | Lady Sybil Crawley             | Série de TV (primeira temporada)                             |
| 2011           | Albatross                                        | Emelia Conan-Doyle             | Filme - primeiro papel como protagonista                     |
| 2011           | Black Mirror                                     | Abi Khan                       | Série de TV em três partes (Episódio 2: "15 Million Merits") |
| 2011           | Downton Abbey                                    | Lady Sybil Crawley             | Série de TV (segunda temporada)                              |
| 2012           | Labyrinth                                        | Alais Pelletier Du Mas         | Minissérie                                                   |
| 2012           | Downton Abbey                                    | Lady Sybil Branson née Crawley | Série de TV (terceira temporada, filmando)                   |
| 2014           | Winter's Tale                                    | Beverly Penn                   | Filme                                                        |
| 2014           | The Riot Club                                    | Rachel                         | Filme                                                        |
| 2014           | Jamaica Inn                                      | Mary Yellan                    | Série BBC One                                                |
| 2014           | Lullaby                                          | Karen                          | Filme                                                        |
| 2015           | Victor Frankenstein                              | Lorelei                        | Filme                                                        |
| 2015           | The Outcast                                      | Young woman                    | Série Cinemax                                                |
| 2016           | This Beautiful Fantastic                         | Bella Brown                    | Filme                                                        |
| 2017           | Monster Family                                   | Fay                            | Filme                                                        |
| 2017           | Castelvania                                      | Lenore                         | Série Netflix                                                |
| 2017           | England is mine                                  | Linder Sterling                | Filme                                                        |
| 2017-2019      | Harlots                                          | Charlotte Wells                | Série Hulu                                                   |
| 2018           | A sociedade secreta e a torta de casca de batata | Elizabeth McKenna              | Filme                                                        |
| 2018           | Hero                                             | Lily Laine                     | Short Film                                                   |
| 2020- Presente | Brave New World                                  | Lenina Crowne                  | Série Peacock                                                |

## Prêmios e indicações
| Ano  | Prêmio                               | Categoria                                         | Trabalho  | Resultado |
| ---- | ------------------------------------ | ------------------------------------------------- | --------- | --------- |
| 2011 | British Academy Film Awards          | Melhor atriz revelação como protagonista de filme | Albatross | Indicada  |
| 2012 | Evening Standard British Film Awards | Melhor atriz revelação                            | Albatross | Indicada  |